# Bleak Moments
Bleak Moments is een  Britse dramafilm uit 1971 onder regie van Mike Leigh. Hij won met deze film de Gouden Luipaard op het filmfestival van Locarno.

## Verhaal
Sylvia is een gezette secretaresse, die moet zorgen voor haar zwakbegaafde zus. Ze heeft een relatie met een gefrustreerde schoolmeester. Ze hoopt dat hij haar ten huwelijk vraagt. Verder is er ook nog een hippie in haar leven, die haar garage huurt voor een alternatief blaadje.

## Rolverdeling
| Acteur             | Personage         |
| ------------------ | ----------------- |
| Anne Raitt         | Sylvia            |
| Sarah Stephenson   | Hilda             |
| Eric Allan         | Peter             |
| Joolia Cappleman   | Pat               |
| Mike Bradwell      | Norman            |
| Liz Smith          | Moeder van Pat    |
| Malcolm Smith      | Vriend van Norman |
| Donald Sumpter     | Vriend van Norman |
| Christopher Martin | Baas van Sylvia   |